# Президентство Леоніда Кравчука
Президентство Леоніда Кравчука — правління першого президента України. Ним став Леонід Кравчук, що переміг на виборах президента 1 грудня, інавгурація пройшла 5 грудня 1991-го. Його наступник — Леонід Кучма.

## Кандидат у президенти

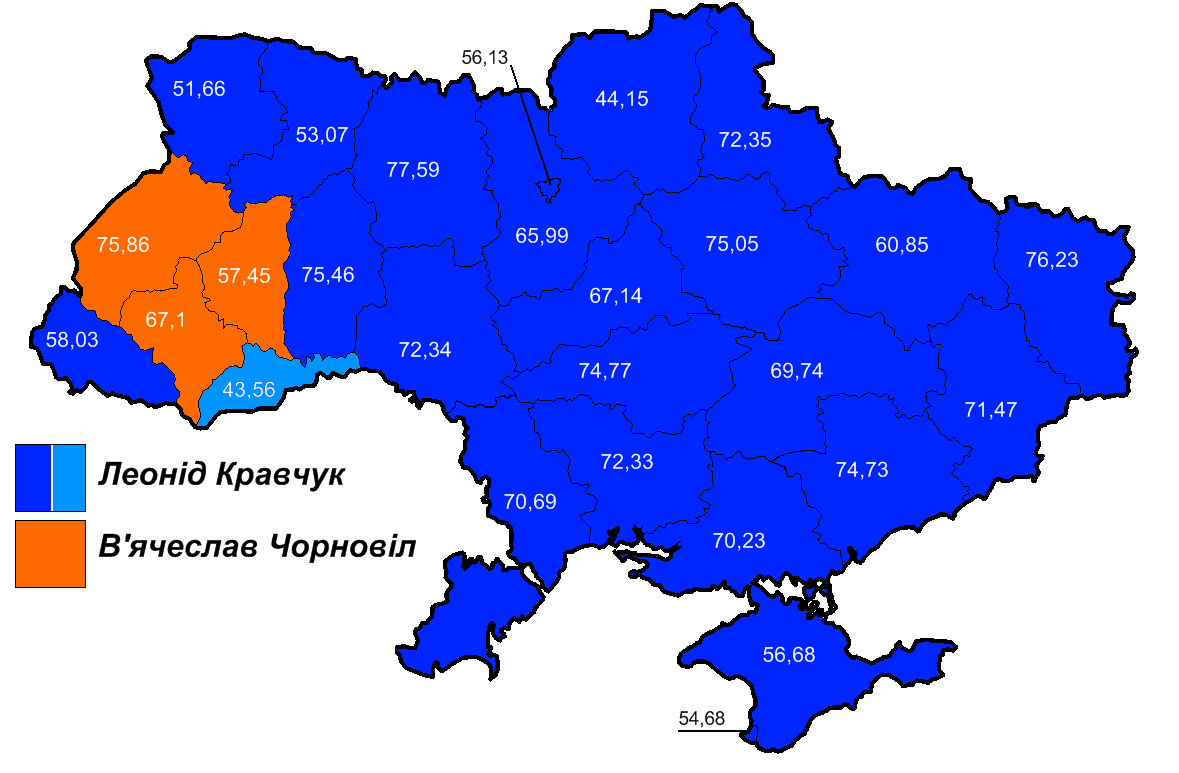
Результати виборів Президента 1991 року. Синім показано регіони, де перевагу отримав Кравчук.

Водночас його підтримали як активісти тоді забороненої компартії, так і частина націонал-демократів, які рекламували голову Верховної Ради як «батька незалежності». Референдум про незалежність України відбувався 1 грудня 1991 року, в той же день що й президентські вибори. Більше 90 % проголосували за відокремлення від СРСР. Всі шість кандидатів на головну державну посаду підтримували пункт «так» на референдумі. Кравчук переміг вже в першому турі, отримавши понад 60 % голосів.

## Діяльність на посаді президента України

### Інавгурація
Інавгурація відбулась 5 грудня 1991-го. Оскільки це була перша інавгурація президента України, сценарій вигадували на льоту. Запровадження конституції відбулося у 1996 році, тож Леонід Кравчук використовував для присяги радянську конституцію.